# London College of Music
London College of Music (LCM) (tên tiếng việt: trường Cao đẳng Âm nhạc Luân Đôn) là một viện âm nhạc tại đặt tại phía tây thành phố Luân Đôn thuộc Vương Quốc Anh. Trường London College of Music là một trong tám trường trực thuộc trường Đại học West London.
Trường Cao đẳng Âm nhạc Luân Đôn được thành lập vào năm 1887 và tồn tại với tư cách là một học viên âm nhạc độc lập đặt tại đường Great Marlborough Street ở trung tâm Luân Đôn cho tới năm 1991. Sau đó, trường chuyển cơ sở đến quận Ealing và trở thành một trường thành viên của Đại học West London.
Trường có hệ thống kiểm định âm nhạc riêng gọi là London College of Music Examinations (thường được gọi tắt là LCM Examinations). Đây là một trong bốn cục khảo thí âm nhạc duy nhất trên toàn lãnh thổ Vương Quốc Anh được kiểm định và công nhận bởi Hệ thống Kiểm Định Chất Lượng Giáo dục Anh Quốc. Cục khảo thí LCM Examinations của trường nổi tiếng nhờ có được nhiều chuyên gia uy tín trong lĩnh vực âm nhạc và âm thanh.
Sinh viên tốt nghiệp của trường hầu như được tuyển dụng ở nhiều vị trí cao trong lĩnh vực âm nhạc ở nhiều nước trên thế giới đặc biệt là Mĩ và Vương Quốc Anh. Nhiều người trở thành danh ca huyền thoại. Nổi bật nhất là ca sĩ Freddie Mercury, trưởng nhóm nhạc Rock Queen theo học ở trường vào những năm 60. Tên của ông sau này đã được đặt cho một quán pub trong hội sinh viên của trường như một sự tôn vinh.
Ngoài ra, còn có ca sĩ Pete Townshend của nhóm nhạc The Who. Nhà sản xuất âm nhạc Alex da Kid theo học ngành công nghệ âm nhạc, được đề cử nhiều giải thưởng Grammy và người sản xuất âm nhạc cho các ca sĩ như Eminem, Radioactive. Ca sĩ Matt Tong thành viên của nhóm Bloc Party từng theo học ngành Biểu diễn âm nhạc ở đây.
Bên cạnh đó, còn có Matthew Hodson người sáng lập ra viện âm nhạc London Synthesis Orchestra. Kỹ sư âm nhạc James Buttery của Viện Âm nhạc Hoàng Gia (Royal College of Music), nhà sản xuất Robert Orton (từng làm việc với các nhóm nhạc Trevor Horn, The Police và được trao tặng 2 giải Grammy cho các bản ghi âm với Lady Gaga).
Nhà sản xuất âm nhạc John Webber với nhiều giải thưởng Grammy qua các năm, từng sản xuất âm nhạc cho Ian Prince & The Swingle Singers, Nerina Pallot và Mr Hudson.